# Rucanelo
Rucanelo es una localidad del departamento Conhelo, en la provincia de La Pampa, Argentina. En dicha localidad hay diversos avistajes del paisaje pampeano.

## Población
Contó con 219 habitantes (Indec, 2010), lo que representó un descenso del 6% frente a los 234 habitantes (Indec, 2001) del censo anterior.
El censo nacional 2022 arrojó 300 habitantes y 179 viviendas.
| Gráfica de evolución demográfica de Rucanelo entre 1991 y 2022 |
|                                                                |
| Fuente: Censos nacionales del INDEC                            |